# Ciudad sin estrellas
Ciudad sin estrellas, es una novela de ciencia ficción distopica, ganadora de la octava edición del Premio Minotauro, celebrado en el año 2011. La obra fue presentada a concurso por Montse de Paz bajo el seudónimo de Ariadna Belmonte. El título original de la obra era “El cazador de estrellas”, pero para su publicación fue modificado por el de “Ciudad sin estrellas”.
Montse de Paz Toldrá, ha estudiado Filología Inglesa, es redactora en la revista literaria Prosofagia y colabora a su vez, en diversos medios de comunicación que combina con su trabajo en diversas organizaciones humanitarias. Es codirectora de la Fundación ARSIS, ha publicado cuatro libros y es ganadora del Premio Literario de la Federación Andaluza de Comunidades (Premios FAC) del año 2006 por su obra  “Leyendas en un patio andaluz”.

## Argumento
Tras el desastre nuclear que devastó el planeta, la humanidad se encuentra confinada en recintos sellados sin comunicación con el exterior. Cada una de las ciudades-estado mantiene una marcada segregación de clases sociales y una separación de funciones en Zonas. Únicamente los cargos militares más altos pueden viajar entre las Zonas por avión.
Perseo Stone, tiene 18 años y está marcado por la vida de sus padres, mientras su padre se encuentra completamente absorto en su existencia dentro de la megalópolis, su madre ha sido condenada por querer investigar el exterior. Aunque inicialmente, Perseo disfruta de todas las comodidades que el status de su padre y  que sus habilidades informáticas le han proporcionado, el deseo de vivir una experiencia menos efímera, le lleva a seguir los pasos de su madre. Perseo, conseguirá salir al exterior y experimentar el mundo salvaje, pero a su vuelta, la ciudad-estado de Ziénaga pondrá en marcha una reacción de presiones sociales y policiales para mantener su sociedad intacta.